# Elongationsempfänger
Als Elongationsempfänger (lat. longus = weit) wird allgemein eine Gruppe von Mikrofonen bezeichnet, bei denen die erzeugte elektrische Größe (elektrische Spannung) der Auslenkung des mechanischen Systems (z. B. Mikrofonmembran) proportional ist. Zu den Elongationsempfängern gehören beispielsweise Sensoren, die nach dem elektrostatischen Wandlerprinzip (Kondensatormikrofone) oder dem piezoelektrischen Wandlerprinzip (Tonabnehmer) arbeiten.
Ist hingegen die erzeugte elektrische Größe der Momentangeschwindigkeit der Membran proportional, dann spricht man von einem Geschwindigkeitsempfänger. Alle Kondensatormikrofone sind Elongationsempfänger und alle dynamischen Mikrofone Geschwindigkeitsempfänger.